# 北斗大桥
北斗大桥是位于广州市横跨沙湾水道上的一座大桥，该桥连接番禺区的沙湾镇和南沙区的榄核镇，位于沙湾大桥上游约4.2公里处，该桥全长3.25公里(含引道)，采用双向6车道设计，原设收费车道12条，设定收费年限2001年到2024年。不过自2017年1月1日起已取消收费。。
北斗大桥北端起点与沙湾镇沙坑村地域及 362省道市良路相接，经涌口村，跨沙湾水道，南端止于榄核镇北斗围，与星海大道、榄灵路（877乡道）相接。大桥于1998年12月动工兴建，全长1454米，总投资17439万元，主体工程于2000年底建成。为第二座横跨沙湾水道的特大桥梁。以北斗大桥为中心，往东经南沙大道与虎门大桥相连接，经广深高速等公路通往东莞、深圳、惠州等地，往南与番中公路、 广州南二环高速相连，通往中山、江门、珠海等地，往北经番禺大道北(迎宾路)与 华南快速干线等路网相连，往西则经市良路、市广路与 326省道、 105国道相连。
2021年7月13日，一艘貨船撞歪北斗大橋的橋墩，北斗大橋臨時關閉。經維修，北斗大橋於2022年1月19日11時起全線恢復通車。